# Iglesia de la Santísima Trinidad (Tiráspol)
La Iglesia de la Santísima Trinidad o bien la Parroquia de la Santísima Trinidad (en rumano: Parohia Sfânta Treime) es el nombre que recibe un edificio religioso que pertenece a la Iglesia católica y se encuentra ubicado en la calle Suvorov 17 de la localidad de Tiráspol la capital de Transnistria un territorio independiente de facto reclamado por Moldavia.
El templo sigue el rito romano o latino, está incluido en la Diócesis de Chisináu (Dioecesis Chisinauensis) que fue creada en 2001 por el decreto "Sollicitus de spirituali" del papa Juan Pablo II. Es atendida por la Congregación del Sagrado Corazón de Jesús (Congregatio Sacratissimi Cordis Iesu)